# Holborn (stanice metra v Londýně)
Holborn je stanice metra v Londýně, otevřená 15. prosince 1906. Navrhl ji Leslie Green. Stanice je vybavena výtahem a čtyřmi eskalátory. Dříve stanice nesla jméno Holborn (Kingsway). Stanice si zahrála v mnoha huebních klipech. Autobusové spojení zajišťují linky: 1, 8, 19, 25, 38, 55, 59, 68, 91, 168, 171, 188, 242, 243, 341, 521, X68 a noční linky N1, N8, N19, N35, N38, N41, N55, N68, N91, N98, N171 a N207. Stanice se nachází v přepravní zóně 1 a leží na dvou linkách:
- Piccadilly Line mezi stanicemi Covent Garden a Russell Square.
- Central Line mezi stanicemi Tottenham Court Road a Chancery Lane.

| Rok  | Počet cestujících |
| ---- | ----------------- |
| 2011 | 31,98 mil         |
| 2012 | 31,51 mil         |
| 2013 | 34,02 mil         |
| 2014 | 36,32 mil         |

## Incidenty
- 9. července 1980 okolo 13:28 se zde srazily dva vlaky.
- 21. října 1997 zemřel devítiletý chlapec, protože se jeho bunda zachytila o zavírají se dveře.